# معتز بالله عبد الفتاح
معتز بالله عبد الفتاح (مواليد 12 أغسطس 1972 -) هو إعلامي سياسي مصري وأستاذ العلوم السياسية في كلية الاقتصاد والعلوم السياسية (جامعة القاهرة).
حصل على ماجستير العلوم السياسية من جامعة القاهرة وماجستير الاقتصاد ودرجة الدكتوراه في العلوم السياسية من الولايات المتحدة الأمريكية. عمل في عدد من مراكز الأبحاث في الولايات المتحدة ومصر، له ثمانية كتب والعديد من المقالات الأكاديمية منشورة باللغتين الإنجليزية والعربية. يعمل حاليا مديرا لمركز بيت الحكمة للدراسات الإستراتيجية بالقاهرة.

## تعليمه
الدكتور معتز بالله عبد الفتاح كان أول الجمهورية في امتحانات الثانوية العامة (القسم الأدبي) في عام 1989، كما ظل على تفوقه أثناء دراسته بكلية الاقتصاد والعلوم السياسية والتي تخرج منها أول قسم العلوم السياسية في عام 1993، ثم حصل على درجة الماجتسير في الاقتصاد ثم الدكتوراه في العلوم السياسية من جامعة ميشجان الغربية في عام 2004.

## العمل السياسي
استعان رئيس الوزراء المصري عصام شرف يوم 14 مايو 2011 بمعتز بالله عبد الفتاح مستشارًا سياسيًا. كان دافع شرف لهذا الأمر هو إيمانا منه بروح وأفكار الشباب ورؤيتهم لمستقبل باهر لمصر وذلك وفقًا لصفحته الرسمية بالموقع الاجتماعي الفيس بوك. كانت الحكومة المصرية بقيادة الدكتور عصام شرف لم تحظ بصلاحيات كافية كي تمارس علمها بصورة صحيحة من قبل المجلس العسكري آنذاك هو ما جعل الدكتور معتز يتقدم باستقالته لرئيس الوزراء الذي طالبه أيضاً دكتور معتز بالاستقالة إلا أن المجلس رفض وتم الموافقة علي أستقالة معتز يوم الثلاثاء 11 أكتوبر 2011. وكان قد أعلن معتز انسحابه من الحكومة على الهواء مباشرة من خلال برنامجه “أ.ب سياسة” الذي يذاع على قناة التحرير.
تواجد دكتور معتز في الشارع من خلال الندوات والمبادرات حيث ساهم في الإعلان المصري للعدل والحرية والإنسانية الذي أطلقه التيار الرئيسي المصري في 20 مايو 2011.

## مؤلفاته
يكتب معتز بالله عبد الفتاح بشكل يومي في جريدة الشروق الجديد المصرية وله مقال أسبوعي كل يوم سبت. ثم انتقل نشاطه الصحفي إلى جريدة الوطن المصرية. صدر له في عام 2008 كتاب عن دار الشروق بعنوان «المسلمون والديمقراطية» عن إشكالية علاقة الإسلام بالديمقراطية.

## وصلات خارجية
- معتز بالله عبد الفتاح على موقع قاعدة بيانات الأفلام العربية